# Albertplatz (Radebeul)
Der Albertplatz ist ein innerörtlicher, befahrbarer Straßenplatz in der Ursprungsgemarkung der sächsischen Stadt Radebeul. Er entsteht durch drei sich kreuzende Straßen und bildet den gründerzeitlichen Mittelpunkt eines Mietshausquartiers westlich des Radebeuler Industriegebiets.

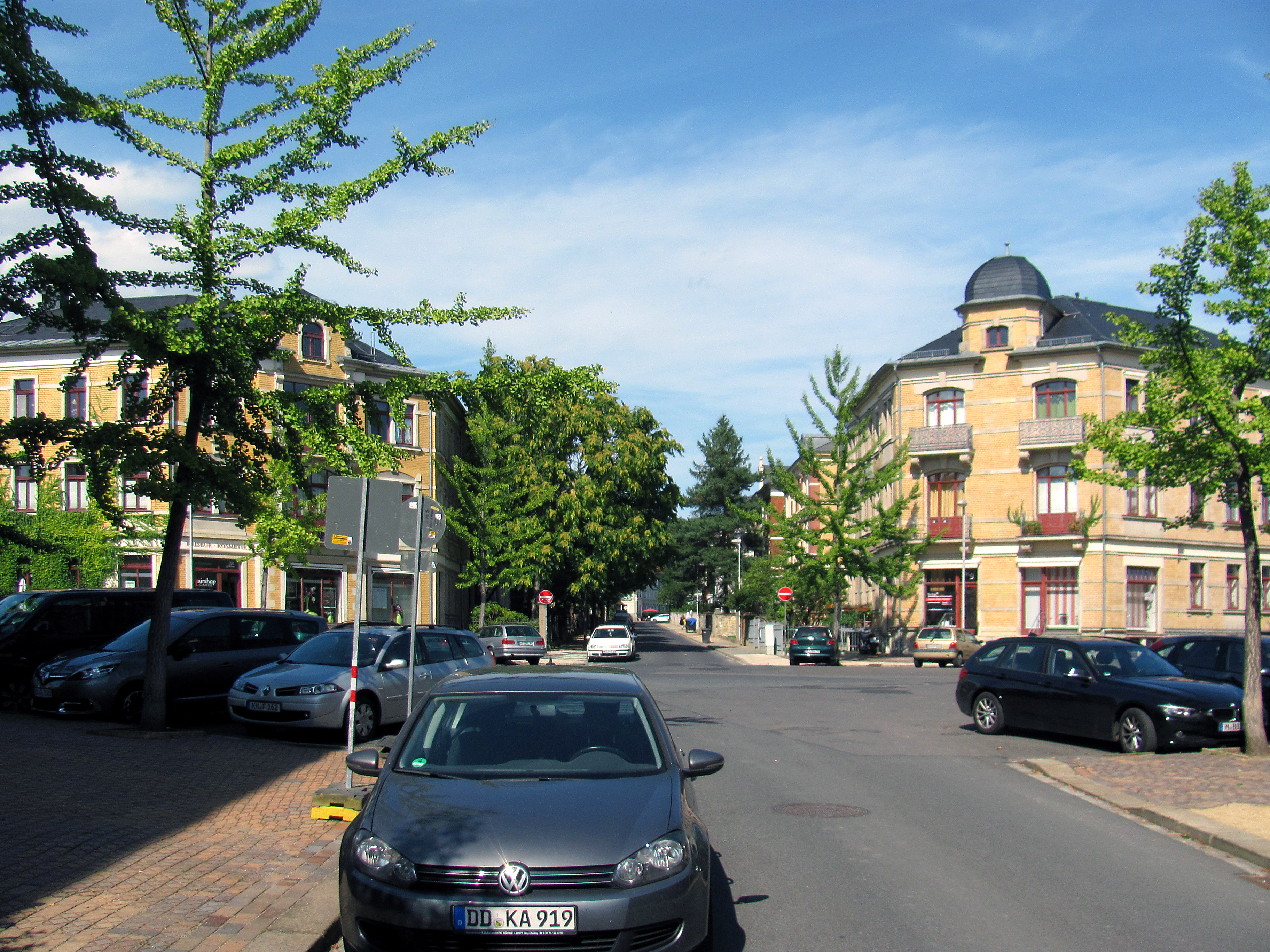
Louisenstraße über den Albertplatz nach Norden

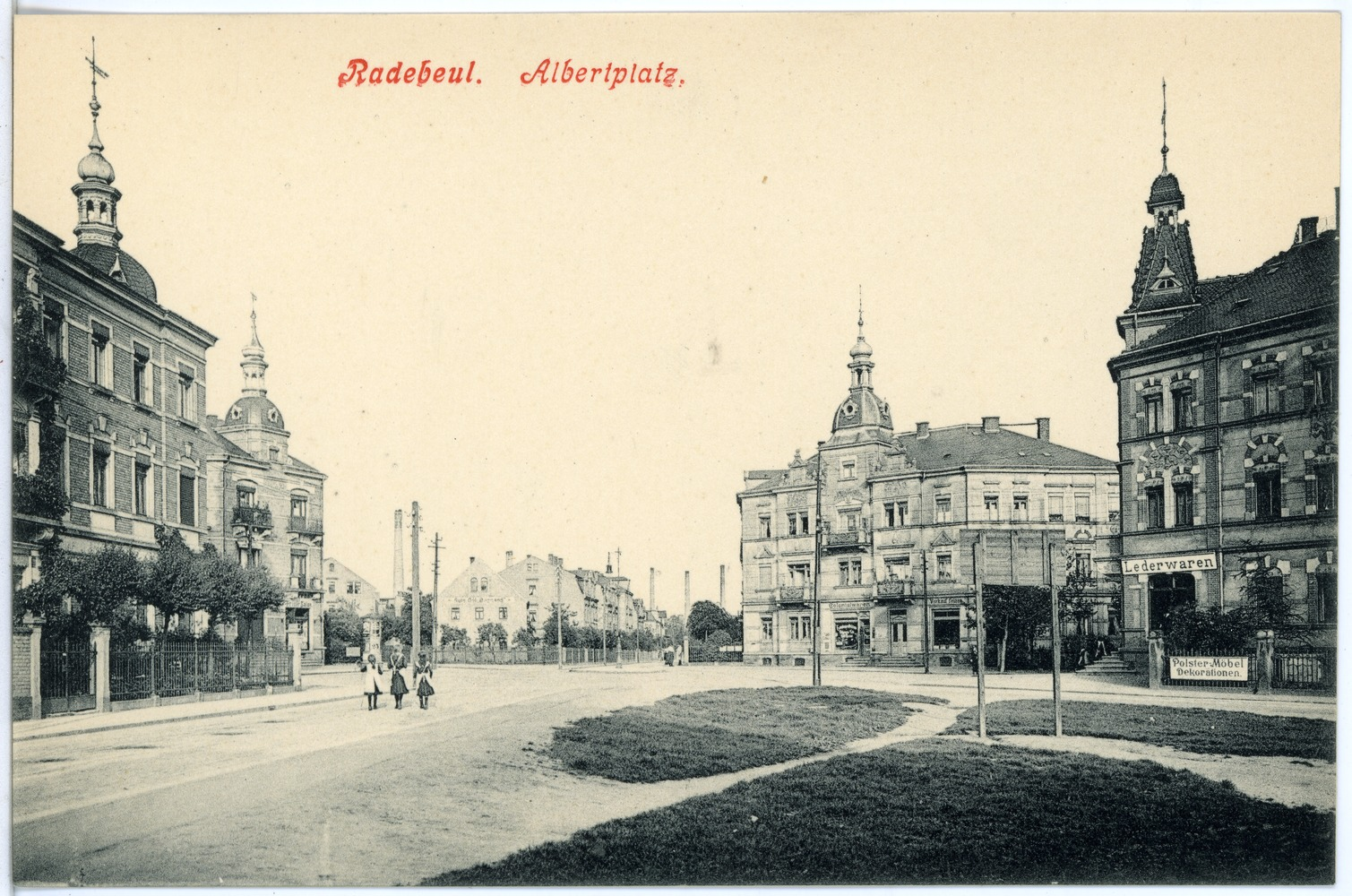
Albertplatz (1914)

## Ortslage
Das Wohnquartier liegt zwischen der Meißner Straße im Nordosten und der Sidonienstraße im Südwesten; jenseits der Sidonienstraße liegt unmittelbar der Bahnhof Radebeul Ost, der wiederum mit der Meißner Straße über die Hauptstraße verbunden ist. Von der Hauptstraße im Nordwesten verläuft parallel zwischen Meißner Straße und Sidonienstraße die Wichernstraße in Richtung Südosten, quert die Zinzendorfstraße als nordwestliche Grenze, überquert den Albertplatz und läuft bis zur Kiefernstraße, die die Grenze zum Radebeuler Industriegebiet bildet und großenteils entlang der dortigen Betriebsumzäunung des Arzneimittelwerks Dresden verläuft. Zur Zeit der Entstehung des Platzes war es das Betriebsgelände der Chemischen Fabrik v. Heyden. Parallel zur Kiefernstraße verläuft die Hellerstraße von Südwest nach Nordost, von der Sidonienstraße über den Albertplatz zur Meißner Straße. Beide letztere Längsstraßen werden auch von der Louisenstraße verbunden, die den Albertplatz in fast nördlicher Richtung überquert.
Die Straßenränder sind größtenteils mit Wohngebäuden bebaut, die Blockinnenflächen sind teilweise frei und teilweise bebaut. In dem südöstlichsten Tortenstück, also hinter dem Eckhaus Louisenstraße 7, befindet sich an der Wichernstraße das Feuerwehrhaus Radebeul-Ost der Freiwilligen Feuerwehr Radebeul. In dem Tortenstück hinter dem Bauernhaus, also Wichernstraße / Hellerstraße, findet sich nur etwa zur Hälfte Wohnbebauung. Ansonsten ist dort noch der westliche Teil des Industriegebiets mit den Bauten des ehemaligen VEB Steckenpferd an der Hellerstraße 23 als Westteil sowie im Osten das Betriebsgelände der Teehaus GmbH, die zum Unternehmen Teekanne gehört und sich dort als Kaffeesurrogatfabrik Otto E. Weber bereits 1881 ansiedelte.
Die Hellerstraße ist eine bereits alte Wegeverbindung von Alt-Radebeul in die Junge Heide. Ihr Straßenausbau erfolgte 1894/95. Der Straßenausbau der Wichernstraße erfolgte 1885, derjenige der Louisenstraße von 1895 bis 1897, womit wohl auch die sternförmige Struktur entstand.

## Bebauung

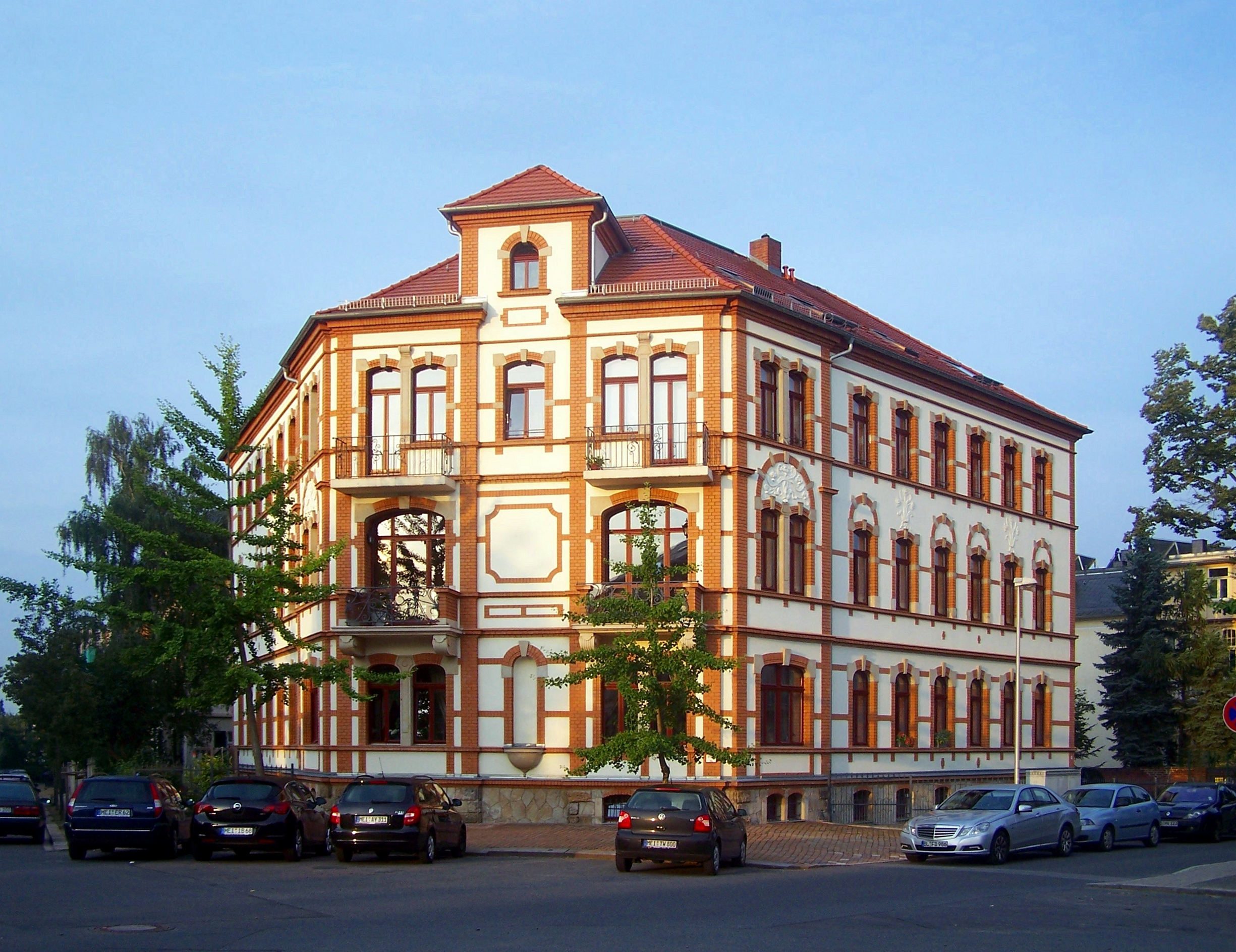
Villa Fiedler, ein Mietshaus ehemals mit Laden

Der Albertplatz hat keine eigenen Postadressen. Die auf den sechs Eckgrundstücken zum Platz hin stehenden Kopfbauten gehören von den Adressen her zu den drei sich kreuzenden Straßen Wichernstraße, Hellerstraße und Louisenstraße. Im Nordwesten angefangen und dann im Uhrzeigersinn handelt es sich um die folgenden Kulturdenkmale:
- die Jahrhundertwendehäuser Wichernstraße 22 und Louisenstraße 9
- im Osten das ehemalige, im 19. Jahrhundert erweiterte Bauernhaus Hellerstraße 11
- die Jahrhundertwendehäuser Louisenstraße 7 und Hellerstraße 9 (Villa Fiedler) sowie
- im Westen das Dreißigerjahre-Doppelwohnhaus Wichernstraße 21/21a

Während die vier früher mit Läden ausgestatteten Mietshäuser aus der Zeit um 1900 zweiflügelige Eckbauten mit einer breiten, verbrochenen Eckgestaltung zum Platz hin darstellen, ist das giebelständig zum Platz hin stehende Bauernhaus der letzte Beleg ursprünglicher bäuerlicher Flächennutzung, während das entlang der Bauflucht der Hellerstraße errichtete Doppelhaus das erste Beispiel Modernen Bauens darstellt.

## Namensgebung
Der Albertplatz erhielt 1903 seinen Namen nach dem 1902 verstorbenen König Albert von Sachsen. Die heutige Wichernstraße, eine der drei kreuzenden Straßen, hatte bereits 1897 den Namen Albertstraße erhalten. Auch die 1897 gewidmete Louisenstraße trägt den Namen eines Mitglieds des sächsischen Königshauses. Lediglich die 1897 gewidmete Hellerstraße war nach dem ehemals anliegenden Gasthof „Zum letzten Heller“ benannt.
Im Jahr 1999 wurde der Name Albertplatz amtlich bestätigt.